# Frontière entre les États-Unis et les États fédérés de Micronésie
La frontière entre les États-Unis et les États fédérés de Micronésie est entièrement maritime et se situe dans le Nord de l'Océan Pacifique dans l'archipel de Micronésie au niveau de Guam.
En août 2014, un traité fut formalisé avec une ligne de démarcation selon sur 16 points
- Point 1 :13° 05′ 51,5″ N, 141° 13′ 07,5″ E
- Point 2 :12° 55′ 00,6″ N, 141° 20′ 49,9″ E
- Point 3 :12° 33′ 14″ N, 141° 39′ 56,5″ E
- Point 4 :11° 37′ 33,8″ N, 142° 28′ 23,2″ E
- Point 5 :11° 10′ 41,6″ N, 142° 51′ 38,2″ E
- Point 6 :10° 57′ 54,8″ N, 143° 02′ 39,7″ E
- Point 7 :10° 57′ 14,3″ N, 143° 28′ 21,4″ E
- Point 8 :11° 08′ 29,1″ N, 144° 29′ 55,2″ E
- Point 9 :11° 13′ 19,3″ N, 144° 56′ 45,7″ E
- Point 10 :11° 17′ 36,6″ N, 145° 23′ 45,1″ E
- Point 11 :11° 22′ 08,6″ N, 145° 52′ 47,4″ E
- Point 12 :11° 28′ 05,6″ N, 146° 31′ 35,8″ E
- Point 13 :11° 31′ 12″ N, 146° 52′ 07,4″ E
- Point 14 :11° 33′ 58,8″ N, 147° 11′ 37,9″ E
- Point 15 :11° 36′ 51,1″ N, 147° 44′ 32,6″ E
- Point 16 :11° 38′ 03,3″ N, 147° 44′ 32,6″ E